# Maja Andersson
Maja Andersson är en tidigare svensk landslagsspelare i handboll.

## Klubbkarriär
Maja Andersson spelade under sina landslagsår först för IK Ymer i Borås från 1970 till 1974, sedan för Kvinnliga IK Sport i Göteborg till 1977 och sedan för IF Skade i Gävle 1977-1984?. Förstärkt med landslagsstjärnan Maja Andersson gick klubben 1977 till SM-slutspel skrev Gefle Daglad om klubben IF Skade.  1978-1979 placerar Maja Andersson IF Skade sig på sjätte plats med 98 mål i en inofficiell skytteliga i damallsvenskan. Åren för klubbarna framgår av landslagsstatistiken i handbollsböckerna. 1981 spelar Skade SM-final mot Stockholmspolisen men förlorar i två raka matcher. Klubbkarriären efter landslaget är känd  till 1984 då hon spelade kval för Skade IF.

## Landslagskarriär
Maja Andersson debuterade i ungdomslandslagen 4 april 1970 i Herlev i Danmark mot Norge. Hon spelade sedan 17 landskamper under sex år för Sveriges U-16 till U-22 landslag och deltog i flera nordiska ungdomsmästerskap. Hon stod för 30 mål i ungdomslandslagen.
Maja Andersson gjorde landslagsdebut  i A-landslaget mot Danmark i Brönderslev den 26 februari 1972. Maja Andersson spelade sedan 61 landskamper och stod för 108 mål i landslaget. Sista landskampen spelade hon 12 juni 1981 mot Jugoslavien U. Sverige var ingen bättre nation i handboll på 1970-talet så Andersson spelade bara B-VM. 1981 tillhörde hon de damspelare som spelat flest landskamper.